# 小行星5416
小行星5416（5416 Estremadoyro）是一颗绕太阳运转的小行星，为主小行星带小行星。该小行星于1978年11月7日发现。

## 轨道参数
小行星5416的轨道半长轴为2.7815014 UA，离心率为0.237。